# Bănești, Dâmbovița
Bănești este satul de reședință al comunei Sălcioara din județul Dâmbovița, Muntenia, România.

Biserica din Bănești

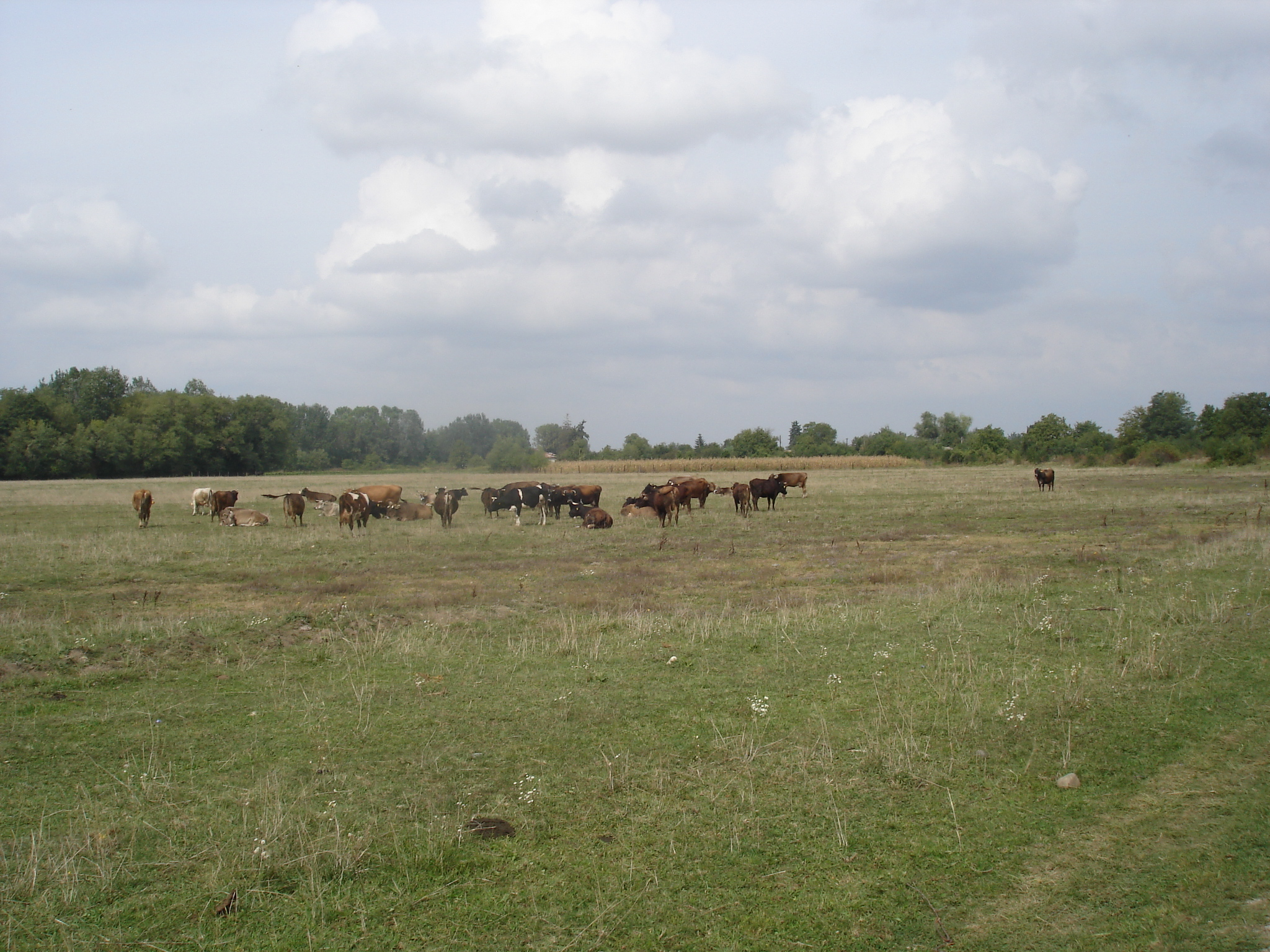
Izlazul satului Bănești

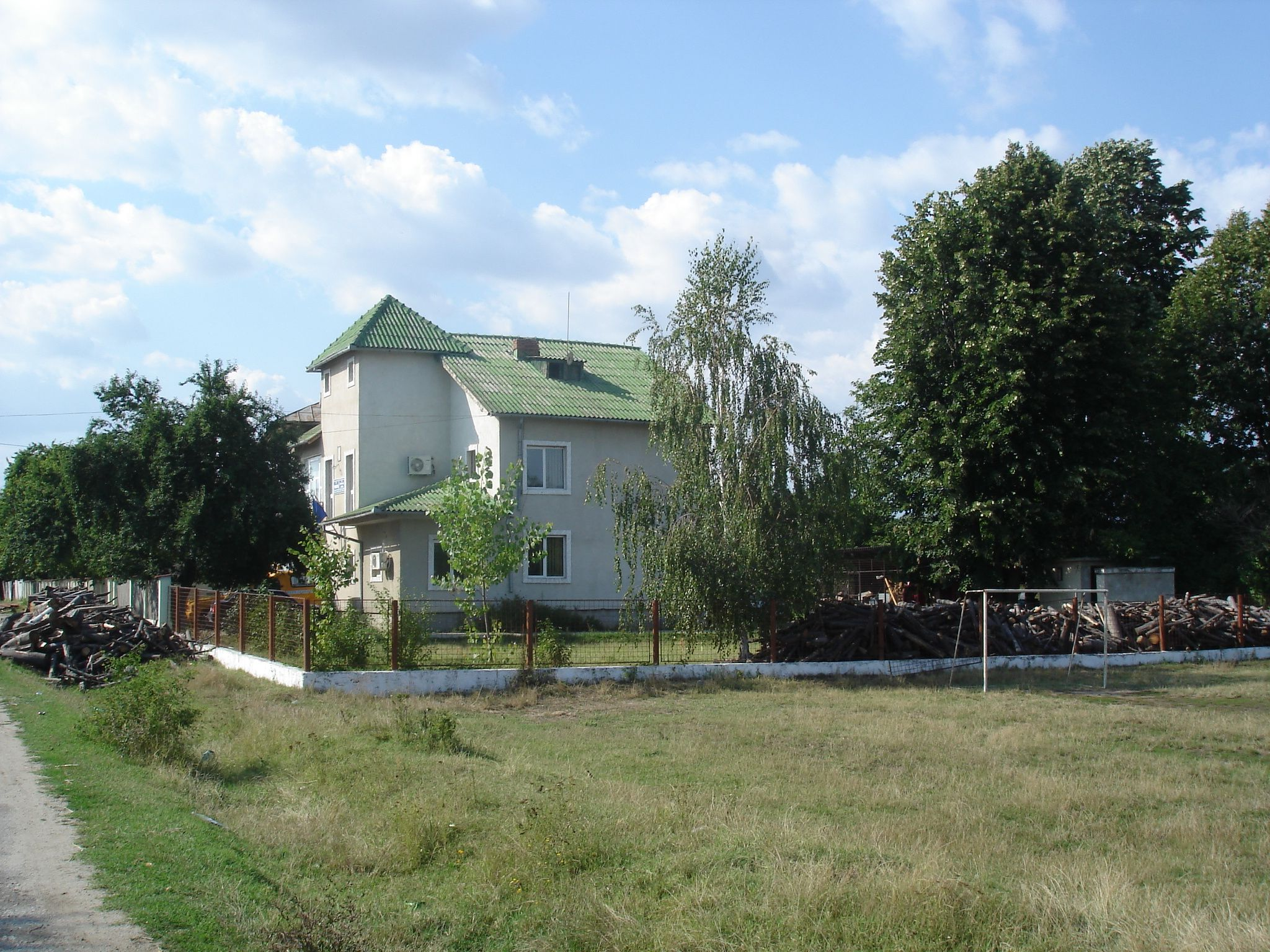
Primăria comunei Sălcioara, aflată în satul Bănești

Satul Bănești este localitatea de reședință a comunei Sălcioara, aici găsindu-se instituțiile administrative: primăria și postul de poliție.
Satul se numea în vechime Băneștii de la Ruia (spre a-l deosebi de Bănești de la Răstocă, aflat în apropiere), fiind pomenit prima dată într-un înscris din anul 1498. 
În anul 1884 au fost date în folosințǎ: primul pod feroviar peste râul Dâmbovița, care a fost înlocuit cu un alt pod construit alǎturi în anul 1984, pentru calea ferată Titu-Târgoviște-Pietroșița, precum și stația de cale ferată Bănești, între timp transformată în haltă și clădirea gării demolată.
Localitatea Bănești deține o rețea de drumuri bune pentru trafic rutier care sunt asfaltate în proporție de peste 85%. Bănești-ul este strǎbǎtut de drumul județean DJ722, legătura rutieră dintre localitate și drumul național DN71 se realizează cu ajutorul drumului comunal DC53 (Bănești-Cuza Vodă). Legătura feroviarǎ se realizeză cu ajutorul haltei de cale ferată Bănești, care se află situatǎ în partea de Nord a localitǎții.

## Populația
La recensământul din 18 martie 2002, populația satului Bănești era de 304 locuitori și satul avea 134 de case. 